# 农库尔
农库尔（法語：Noncourt，法語發音：[nɔ̃kuʁ]）是法国大东部大区孚日省的一个旧市镇。1965年，农库尔同市镇鲁瑟并入市镇讷沙托。

## 地理
农库尔（48°20'49"N, 5°41'6"E）面积8.84 平方千米，位于法国大東部大區孚日省，该省份为法国东北部内陆省份，北起默兹省和默尔特-摩泽尔省，西接上马恩省，南至上索恩省和贝尔福地区省，东临上莱茵省和下莱茵省。
农库尔的时区为UTC+01:00、UTC+02:00（夏令时）。

## 行政
农库尔的邮政编码为88300，INSEE市镇编码为88329。

## 人口
农库尔于1962年时的人口数量为524人。